# Malestroit
Malestroit é uma comuna francesa na região administrativa da Bretanha, no departamento Morbihan. Estende-se por uma área de 5,81 km². Em 2010 a comuna tinha 2 538 habitantes (densidade: 436,8 hab./km²).